# Murilo Fischer

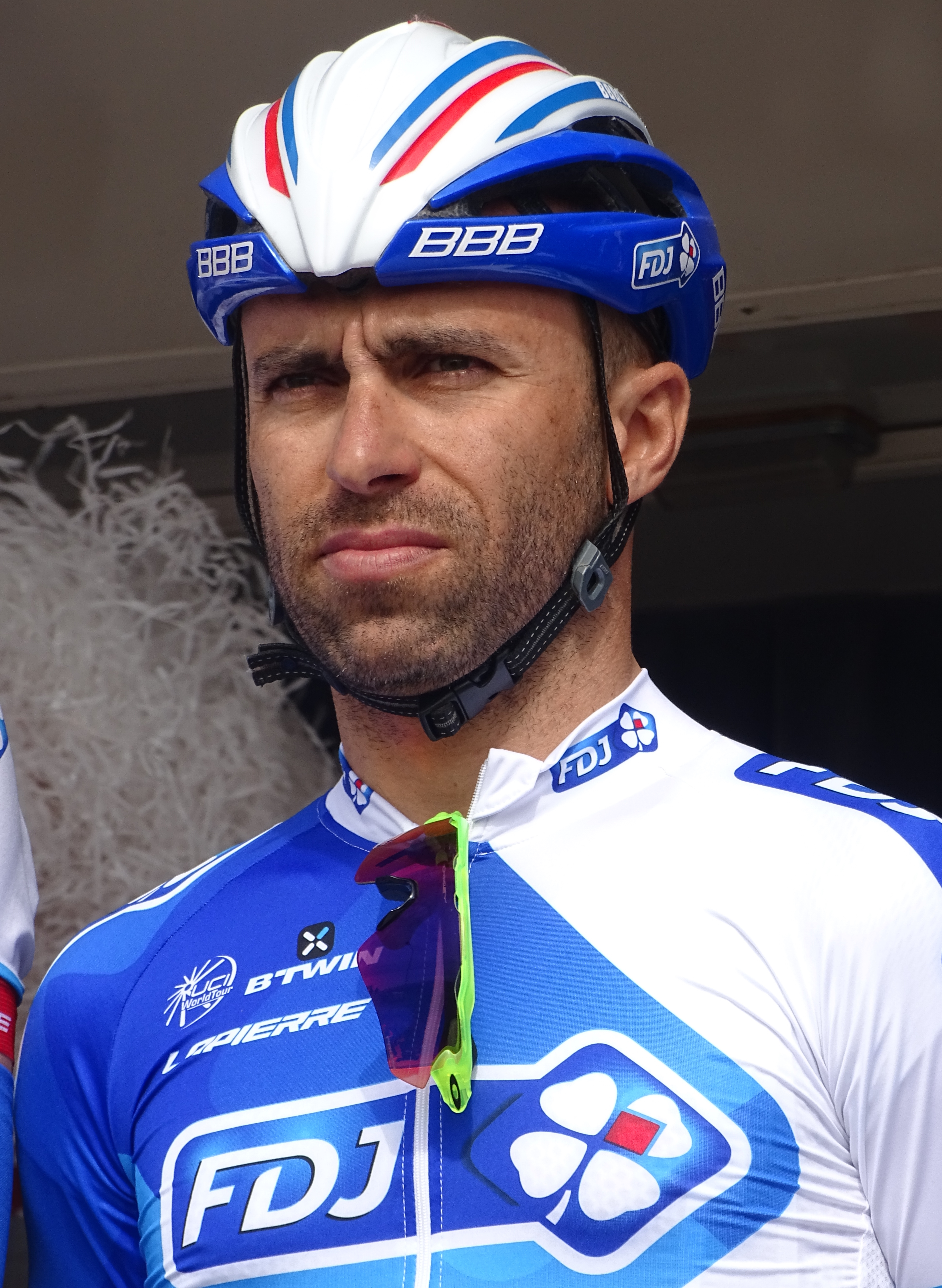
Murilo Fischer (2015)

Murilo Antonio Fischer (* 16. Juni 1979 in Brusque) ist ein ehemaliger brasilianischer Radrennfahrer.

## Karriere
Murilo Fischer begann seine Profikarriere 2004 bei dem italienischen Radsport-Team Domina Vacanze. 2005 wechselte er zu dem Professional Continental Team Naturino-Sapore di Mare, wo er im selben Jahr das bisher erfolgreichste Jahr seiner Laufbahn hatte. Zweimal – 2010 und 2011 – wurde er brasilianischer Meister im Straßenrennen.
Fünf Mal – 2000, 2004, 2008, 2012 und 2016 – startete Fischer bei Olympischen Spielen im Straßenrennen; seine beste Platzierung war der 19. Platz 2008 in Peking.
Mit Ablauf der Saison 2017 beendete Fischer seine aktive Radsportkarriere.

## Erfolge
2001
- eine Etappe Vuelta Ciclista del Uruguay

2000
- eine Etappe Tour do Rio
- eine Etappe Girobio

2003
- B-Weltmeister – Straßenrennen

2005
- zwei Etappen Uniqa Classic
- eine Etappe Tour of Qinghai Lake
- Trofeo Città di Castelfidardo
- GP Industria & Commercio di Prato
- Memorial Cimurri
- Gran Premio Beghelli
- Piemont-Rundfahrt
- Gesamtwertung UCI Europe Tour

2007
- eine Etappe Polen-Rundfahrt

2009
- Giro di Romagna

2010
- Brasilianischer Meister – Straßenrennen

2011
- Trofeo Magaluf-Palmanova
- Brasilianischer Meister – Straßenrennen

2012
- Mannschaftszeitfahren Tour of Qatar

## Grand-Tour-Platzierungen
| Grand Tour            | 2007 | 2008 | 2009 | 2010 | 2011 | 2012 | 2013 | 2014 | 2015 |
| --------------------- | ---- | ---- | ---- | ---- | ---- | ---- | ---- | ---- | ---- |
| Giro d’ItaliaGiro     | –    | –    | –    | 112  | DNF  | –    | –    | 135  | 130  |
| Tour de FranceTour    | 101  | 76   | –    | –    | –    | –    | 133  | –    | –    |
| Vuelta a EspañaVuelta | –    | –    | –    | –    | DNF  | –    | –    | DNF  | 156  |

## Teams
- 2004 Domina Vacanze
- 2005–2006 Naturino-Sapore di Mare
- 2007–2009 Liquigas
- 2010 Garmin-Transitions
- 2011 Team Garmin-Cervélo
- 2012 Garmin-Barracuda/Garmin-Sharp
- 2013 FDJ.fr
- 2014 FDJ.fr
- 2015 FDJ
- 2016 FDJ